# Бел Ер Саут (Мериленд)
Бел Ер Саут (енгл. Bel Air South) насељено је место без административног статуса у америчкој савезној држави Мериленд.

## Демографија
По попису из 2010. године број становника је 47.709, што је 7.998 (20,1%) становника више него 2000. године.
| Група             | 2000.          | 2010.          |
| Белци             | 35.948 (90,5%) | 39.933 (83,7%) |
| Афроамериканци    | 1.632 (4,1%)   | 3.374 (7,1%)   |
| Азијати           | 897 (2,3%)     | 1.868 (3,9%)   |
| Хиспаноамериканци | 752 (1,9%)     | 1.629 (3,4%)   |
| Укупно            | 39.711         | 47.709         |